# Abubakar Shekau
Abubakar Shekau, noto con il nome di battaglia di Darul Tawheed (Yobe, 14 luglio 1974 – Maiduguri, 20 maggio 2021), è stato un terrorista nigeriano, leader islamico del gruppo terroristico Boko Haram.

## Biografia
Nato nella Repubblica del Niger o in un villaggio dello Yobe in Nigeria, al 2012 la sua età non era chiara; si va dai 34 ai 43 anni, in base alle diverse fonti. Era conosciuto con lo pseudonimo di Darul Tawheed ("la casa del monoteismo") (in arabo دار التوحيد‎?) ed è stato un leader islamico del gruppo guerrigliero Boko Haram. Era collaboratore del fondatore del gruppo, Ustaz Mohammed Yusuf, ucciso nel 2009. Le autorità nigeriane credevano che Shekau fosse stato ucciso nel 2009 durante gli scontri tra le forze di sicurezza nigeriane ed i militanti di Boko Haram, finché nel luglio 2010 non apparve in un video acclamato come nuovo leader del gruppo. In questa registrazione, Shekau fa sapere di essere stato ferito, ma che è sopravvissuto all'attacco.

## Profilo
Shekau era un teologo e terrorista che studiò l'Islam da un tradizionale prete musulmano. Descritto come tranquillo e brillante studioso, adottò sempre un modesto stile di vita. "Parla, quando lo fa, senza paura." ha riferito Ahmed Salkida, un giornalista autorizzato ad intervistare i membri di Boko Haram.
Nei videomessaggi che spesso pubblicò on-line, si vantava della sua invincibilità, derideva i vari eserciti sulle sue tracce ed affermava che egli "non può essere fermato" e "non può morire se non per volontà di Allah". Si è vantato spesso di essere in possesso di carri armati ed altri veicoli da combattimento. Citava spesso i versetti del Corano nei suoi video.
Nel giugno 2012 il Dipartimento di Stato degli Stati Uniti segnalò Shekau come un terrorista e quindi congelò tutti i suoi beni negli Stati Uniti.
Il Dipartimento di Stato degli Stati Uniti mise su di lui una taglia di 7 milioni di $, mentre il governo nigeriano ne stabilì una di 50 milioni di ₦, per la sua cattura, facendolo diventare il ricercato più importante d'Africa.
Shekau sopravvisse spesso ad attacchi ed attentati alla sua vita da parte delle forze speciali nigeriane. È considerato responsabile del rapimento di oltre 200 studentesse nell'aprile 2014. Sentendo forse vicina la sua morte, ha deliberatamente aumentato i suoi attacchi.
Secondo i giornalisti che sono riusciti ad intervistare i membri di Boko Haram, Shekau aveva una memoria eidetica ed era un fine e preparato teologo. Il suo soprannome era “Darul Tawheed”, che si traduce come specialista in Tawheed, il concetto islamico di unità con Allah. Parlava fluentemente hausa e arabo oltre alla sua lingua madre, il kanuri.

### La morte
Il 20 maggio 2021 ne viene annunciata la morte per essersi fatto esplodere con un giubbotto esplosivo al fine di eludere la cattura da parte del gruppo islamico rivale Provincia dell'Africa occidentale dello Stato Islamico (ISWAP), poi confermata il 7 giugno successivo.